# Tuyết Sơn (tượng Phật)

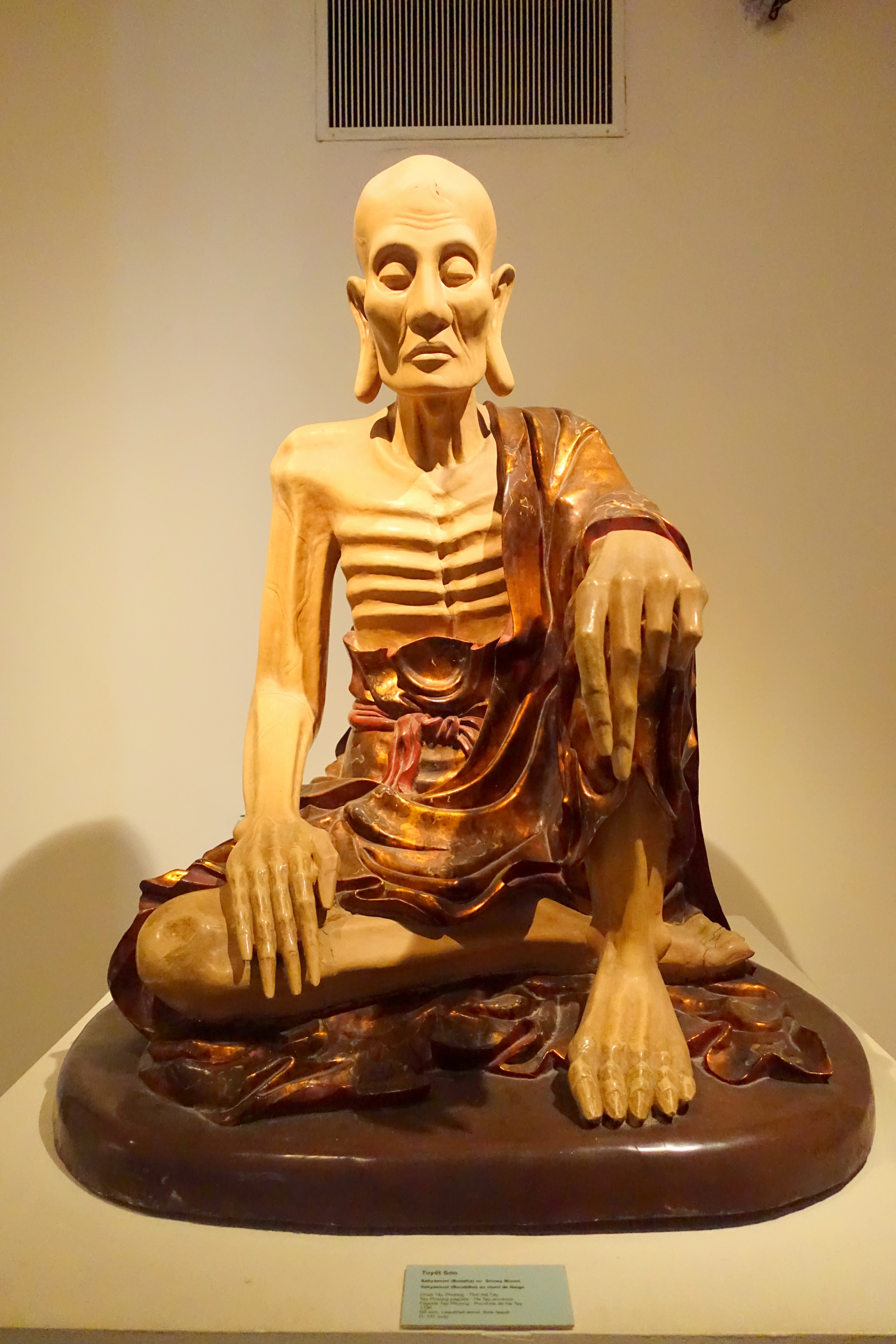
Tượng Tuyết Sơn chùa Tây Phương (1794), Hà Nội

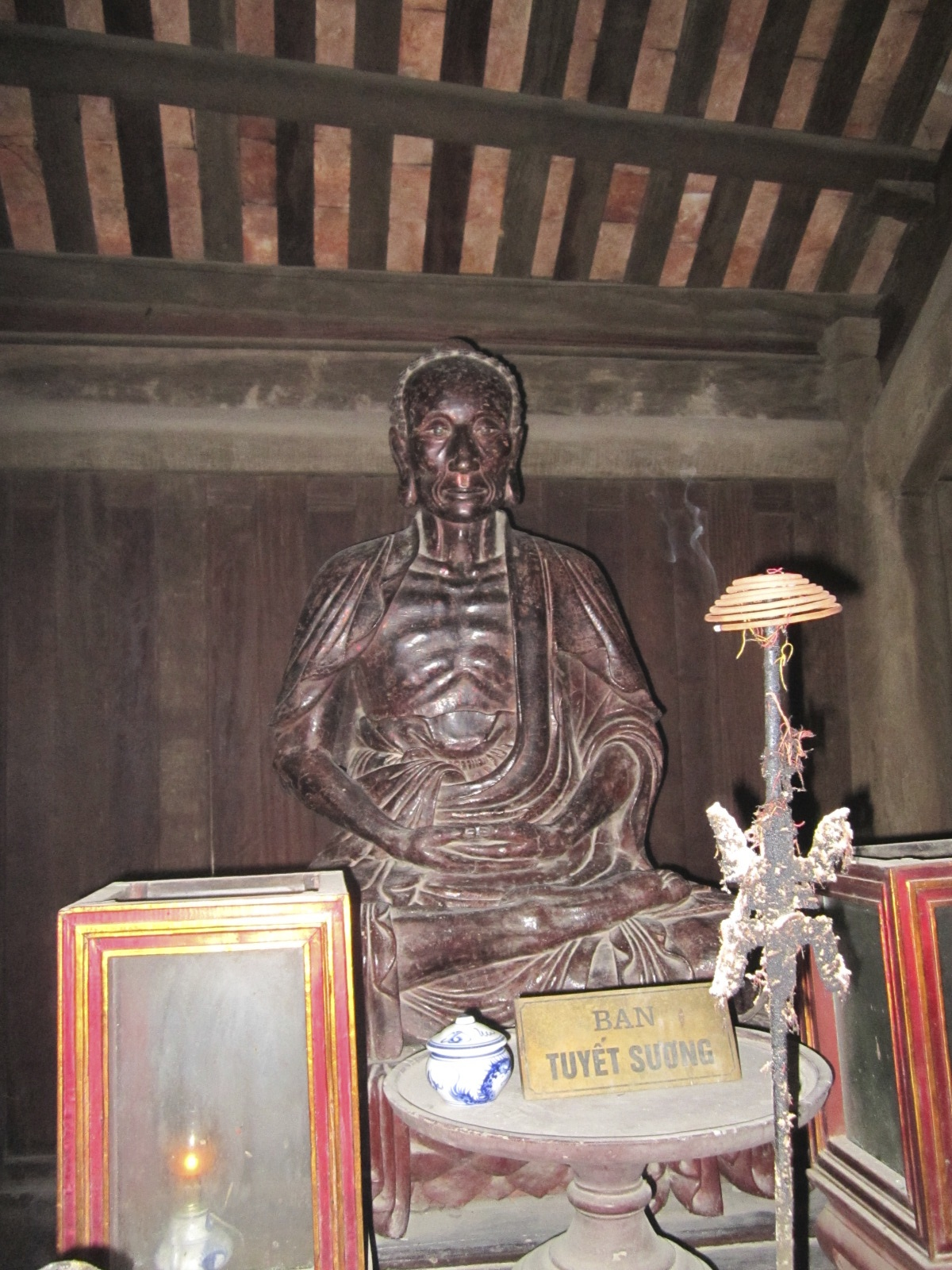
Tượng Tuyết Sơn (thế kỷ 17), chùa Bút Tháp, Bắc Ninh

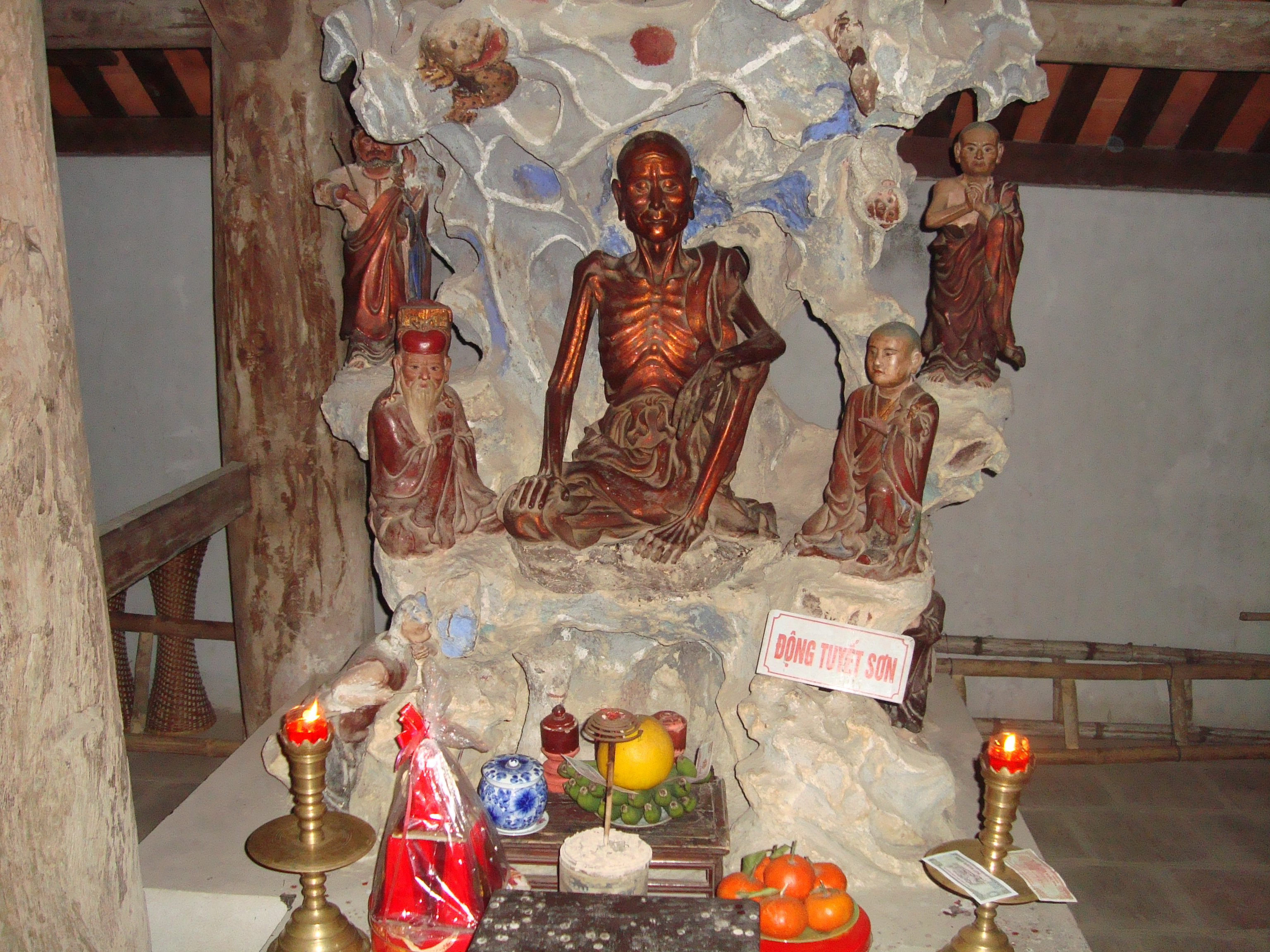
Tượng Tuyết Sơn chùa Mía

Tuyết Sơn là một loại tượng minh họa thời kỳ tu khổ hạnh của đức Thích Ca Mâu Ni trước khi thành Phật theo quy mẫu nhất định.

## Phật tích
Theo Phật tích thì Thích Ca Mâu Ni lúc bấy giờ đã 29 tuổi, rời bỏ ngai vàng tìm lên núi Hy Mã Lạp Sơn tầm đạo. Ngài tu khổ hạnh sáu năm trời, chấp nhận những cực hình thể xác để đạt giải thoát tinh thần. Trong trạng thái đó thân thể ngài gầy gò, tiều tụy nhưng không lay chuyển được cái chí kiên cường của ngài. Đến năm thứ bảy thì ngài đắc đạo, từ bỏ khổ hạnh mà đạt đến giác ngộ để thành Phật.

## Mỹ thuật
Để truyền đạt cái chí kiên dũng của đức Thích Ca, trong nhiều ngôi chùa ở Việt Nam như chùa Bút Tháp, Bắc Ninh; chùa Tây Phương, Hà Nội; Chùa Keo, Thái Bình đều có đắp pho tượng Tuyết Sơn, tức thượng Thích Ca khổ hạnh, thân thể khắc khổ, chỉ còn da bọc xương. Tượng này mang tên Tuyết Sơn vì núi Hy Mã Lạp Sơn nơi Thích Ca ngồi tu còn có tên là "Tuyết Sơn" nên danh hiệu đó được dùng cho thời kỳ khổ hạnh.
Vào thời điểm này, đức Thích Ca chưa đắc đạo nên chưa phải là Phật.

## Vị trí bài thiết trong chùa
Tượng Tuyết Sơn được thờ trong chùa Việt Nam đôi khi còn được hợp thành bộ ba gọi là "Tuyết Sơn tam thánh" gồm có: Tuyết Sơn, Ca Diếp và A Nan Đà.